# Ruth Graves Wakefield

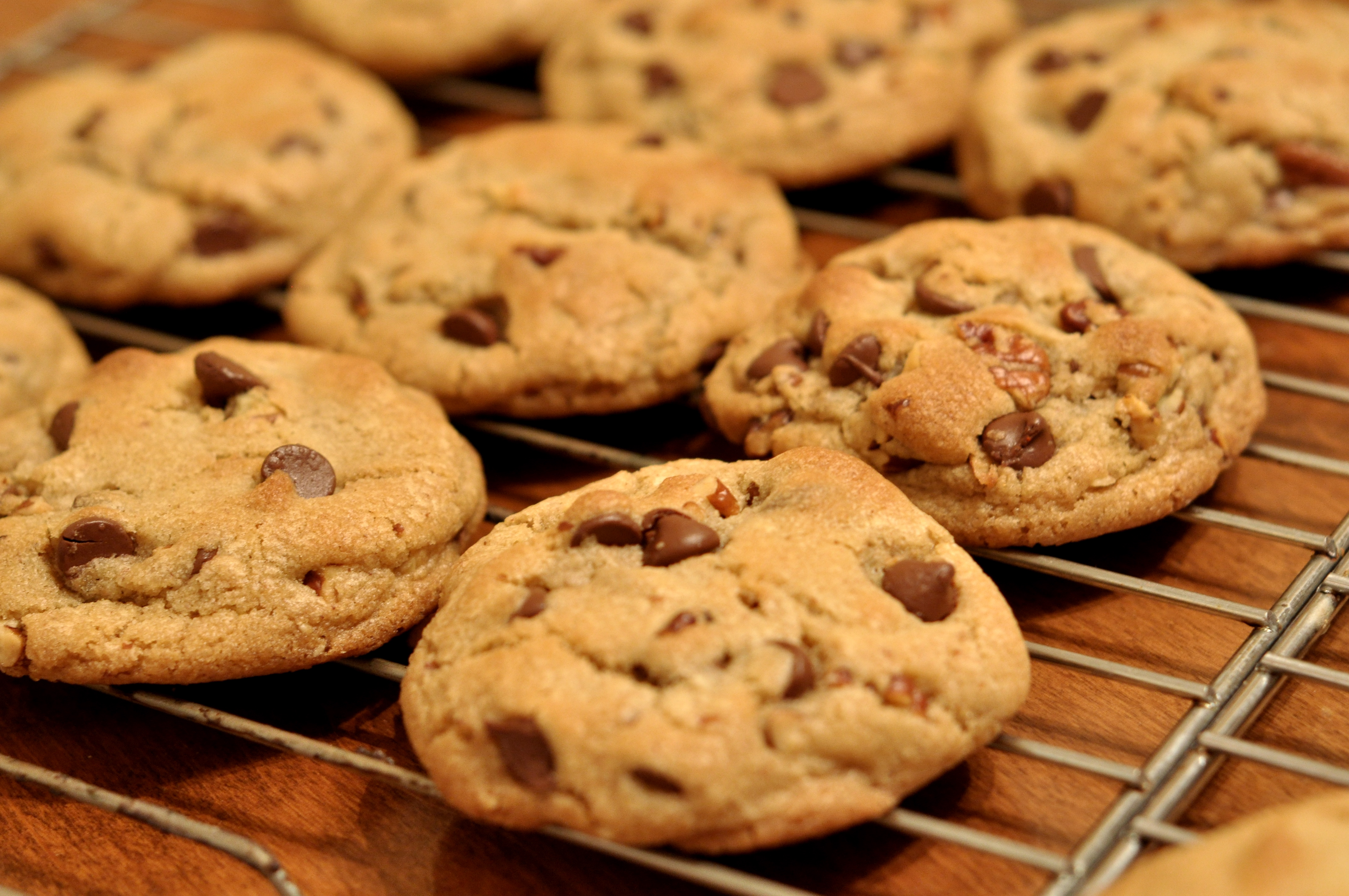
Galetes (amb trossets de xocolata, anomenats cookies.

Ruth Graves Wakefield (Walpole, Massachusetts, 17 de juny de 1903 – Plymouth, Massachusetts, 10 de gener de 1977) va ser l'inventora de la primera cookie, que va crear cap a l'any 1938. També es va graduar i va ser mestra, empresària, xef i escriptora.
Wakefield va ser educada en el Departament d'Arts Domèstiques de l'Escola Normal Estatal de Framingham el 1924. Després, va treballar com a dietista i va impartir una conferència sobre els aliments. El 1928 ella i el seu marit Kenneth Donald Wakefield (1897-1997) va tenir un fill, Kenneth Donald Wakefield Jr. El 1930 el matrimoni va comprar un allotjament turístic (Toll House Inn) a la ciutat de Whitman al comtat de Plymouth. Situat a mig camí entre Boston i New Bedford, era un lloc on els passatgers històricament havien de pagar un peatge, canviar els cavalls i menjaven àpats casolans. Quan els Wakefields van obrir el seu negoci, que van cridar l'establiment Toll House Inn. Ruth cuinava i servia tots els àpats i aviat va guanyar fama local pels seus sopars de llagosta i els seus postres. El restaurant tenia molts visitants, incloent-hi el senador de Massachusetts John F. Kennedy. Les seves galetes amb talls de xocolata, cookies, aviat es van fer molt populars. Va inventar les cookies cap a 1938.
Sovint s'afirma incorrectament que la galeta va ser un invent casual, i que Wakefield esperava que els trossos de xocolata es fonguessin fent galetes de xocolata. En realitat, Wakefield va indicar que les havia inventat deliberadament: "Havíem estat servint una fina galeta de caramel amb gelat. Tothom semblava encantar-li, però intentava donar-los alguna cosa diferent. Així que se'm va acudir la cookie de Toll House".
Wakefield va escriure un llibre de cuina, Toll House Tried and True Recipes, que va arriba a les 39 edicions el 1930. L'edició del llibre de l'any 1938 va ser la primera a incloure la recepta de la cookie, sota el nom de "Toll House Chocolate Crunch Cookie".
Durant la Segona Guerra Mundial, els soldats estatunidencs de Massachusetts que estaven a l'estranger compartien les galetes que rebien en paquets de tornada a casa amb soldats d'altres parts dels EUA. Aviat, centenars de soldats van demanar a les seves famílies rebre algunes galetes de Toll House i Wakefield es va veure sobrepassada amb cartes de tot el món sol·licitant la seva recepta. Així va començar la moda de tot el país per les cookies.
A mesura que augmentava la popularitat de les cookies de Toll House, també es van disparar les vendes de barres de xocolata semidolça de Nestlé. Andrew Nestlé i Ruth Wakefield van arriba a un acord comercial: Wakefield donava a Nestlé el dret a utilitzar la recepta de les galetes i el nom de Toll House per un dòlar, i a canvi rebia durant tota vida la xocolata de Nestlé. Nestlé va començar a comercialitzar els trossos de xocolata utilitzats especialment per a les cookies i a imprimir la recepta de Toll House en el seu embalatge.
Wakefield va morir després d'una llarga malaltia a l'hospital Jordan de Plymouth (Massachusetts).